# Wściekłość Yeti
Wściekłość Yeti lub Yeti – śnieżna furia a także ''Ataki śnieżnych potworów'' (ang. Rage of the Yeti) – amerykański horror z 2011 roku w reżyserii Davida Hewletta. Wyprodukowany przez UFO International Productions.
Premiera filmu miała miejsce 12 listopada 2011 roku na amerykańskim kanale Syfy. W Polsce premiera filmu odbyła się na kanale TV Puls (10 marca 2014) i Canal+ (22 października 2012).

## Fabuła
Arktyka. Spośród licznych członków naukowej ekspedycji przy życiu pozostała jedynie garstka – resztę wymordowały tajemnicze bestie zamieszkujące pokryte lodem pustkowie. Milioner Mills (David Hewlett) finansuje wyprawę ekipy ratunkowej. Musi ona stawić czoło arktycznej aurze i potworom.

## Obsada
- David Chokachi jako Jonas
- Matthew Kevin Anderson jako Jace
- Yancy Butler jako Villers
- Laura Haddock jako Ashley
- Atanas Srebrev jako Eidelman
- David Hewlett jako Mills
- Jonas Armstrong jako Bill
- James Patric Moran jako Ted
- Rosalind Halstead jako Lynda
- Emilia Klayn jako Laura
- Jesse Steele jako Walterson
- Mike Straub jako Hedges
- Mark Dymond jako Bud

i inni